# زوبس
زوبس (بالإنجليزية: Xoops)‏ هو نظام إدارة محتوى موجه لإنشاء مواقع الويب، مجاني الاستعمال مكتوب بلغة البرمجة بي إتش بي يمكن ربطه بقاعدة بيانات ماي إس كيو إل (بالإنجليزية: MySQL)‏ أو بوستجري إس كيو إل (بالإنجليزية: PostgreSQL)‏، يمكنه استيعاب آلاف من المستخدميين.

## الجوائز
- جوائز اختيار المجتمع لعام 2006، المركز الثاني في موقع SourceForge.net في فئة التطوير[4]

## روابط خارجية
- زوبس على موقع Open Hub (الإنجليزية)
- زوبس على موقع SourceForge (الإنجليزية)